# TRIAC

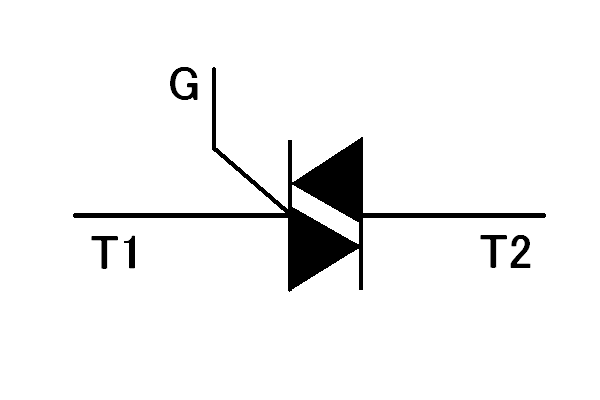
Símbolo do TRIAC

Um TRIAC, ou "triodo de corrente alternada" ou ainda "retificador de silício bipolar" é um  componente eletrônico semicondutor, composto por dois retificadores controlados de silício (SCR) complementares, ou seja, ligados em antiparalelo, porém com uma construção que permite a operação com um único terminal de disparo: a porta ou gatilho ou "gate". Este tipo de ligação resulta em uma chave eletrônica bidirecional capaz de conduzir a corrente elétrica nos dois sentidos, portanto podendo ser usado para o controle de potência em corrente alternada. O TRIAC faz parte da família dos tiristores e, tipicamente, possui os terminais nomeados como MT1 (T1), MT2 (T2) e G.

## Métodos de disparo
A forma principal de disparo do TRIAC é por meio do terminal de gatilho ou gate, embora ele possa também ser disparado por sobretensão, transiente de tensão, aumento de temperatura ou luz.

Analogia do funcionamento do TRIAC como dois SCRs conectados em antiparalelo.

O disparo pode ser feito por uma tensão positiva ou negativa aplicada ao gatilho (com respeito ao terminal MT1). Isso permite várias combinações de polaridades entre os terminais principais (MT1 e MT2) e o gatilho, levando a quatro modos (quadrantes) diferentes de disparo com sensibilidades diferentes:
- 1o quadrante - terminais MT2 e gatilho positivos com respeito a MT1 (mais sensível);
- 2o quadrante - terminal MT2 positivo e gatilho negativo, com respeito a MT1;
- 3o quadrante - terminais MT2 e gatilho negativos com respeito a MT1;
- 4o quadrante - terminal MT2 negativo e gatilho positivo com respeito a MT1(menos sensível).

Uma vez disparado, o TRIAC exibe uma queda de tensão entre os terminais MT1 e MT2 entre 1 e 2 volts, usualmente designado como VTM (on-state voltage) e permanece disparado até que a corrente que flui entre os terminais principais MT1 e MT2 caia abaixo de um valor determinado IH (holding current).

## Aplicações

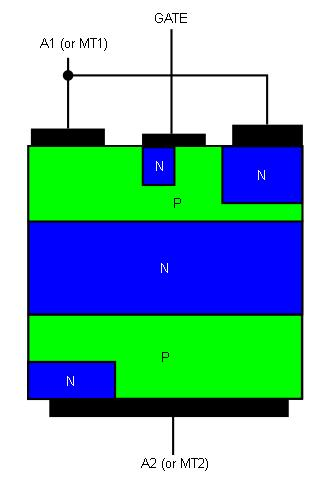
Estrutura dos semicondutores em um TRIAC.

Um dos usos mais comuns para o TRIAC é o controle de potência em cargas alimentadas por corrente  alternada (CA), tais como: motores elétricos e lâmpadas incandescentes. Isto pode ser feito, por exemplo, usando-se o TRIAC como uma chave ou ainda controlando-se o início da condução do dispositivo, aplicando um pulso de disparo em um ponto predeterminado em cada semiciclo da tensão alternada, o que permite controlar a percentagem do semiciclo que estará alimentando a carga (também chamado de controle de fase), como nos circuitos conhecidos como "dimmers".